# Who is 風生!?
『Who is 風生!?』（フー・イズ・ふおう!?）は、なかざき冬の漫画作品。『マガジンGREAT』（講談社）に連載された。単行本全9巻。

## 概要
『月刊少年マガジン増刊GREAT』1994年7月号から掲載。幼馴染の血で豹変する（後述）プロレスリング研究会部長の日々を描いたコメディ漫画。

## 登場人物
ほとんどの登場人物の名前は九州などの地名や関連用語に由来する。

### プロレスリング研究会
日向風生（ひなたふおう）
本編の主人公。高校二年生（後に三年生）ながら顔立ちが幼く、背が低い。千早と葵の血（もしくは、片方の血）で変身する。また、変身前の状態でも忍研から習った忍術は扱える。プロレスとTVゲームが大好きで、屈強なレスラー体形の人物を好む。学校では、プロレス研の部長をしている。勉強はできず、模擬試験での点数は平均点以下だった。加えてドジで天然ボケな面が目立つが、困っている動物を放っておけなかったり、ミーミッツと閻麿が離れ離れとなった事情を聞いて号泣したりするなど優しい性格の持ち主。そのため家にはランスローを初め、彼が拾った野良猫が多数飼われている。カナヅチであり、泳ぎは苦手。また、造形の腕は高い。
凶暴風生
千早と葵の血を飲むと変身する。前髪の一部が逆立っている。非常に高い戦闘力を有し、一度出現すると基本的に見境なく大暴れをする。「ふああっ」などの叫び声や笑い声しか発しない。性的なもの（女性の裸体・下着など）を見たり、触れたりすると鼻血を出すため、2人の血を出させて元に戻すのに利用されている。また、血を飲んでから比較的時間が経っていない時に血を吐き出すと元に戻ることがある。その一方で多少の父性本能を持ち、か弱い生物には情けをかけることも。頑丈な肉体に加え、毒やウイルスを無効化する強い免疫力を持つが、通常の風生同様カナヅチ。後に忍研から習った忍術を応用した分身攻撃も可能となる。ちなみに、風生以外の生物が風生・千早・葵の3人の血を体内に取り入れると同様に凶暴化したり、健康状態が良くなって極度に興奮したりする。
不良風生
千早の血だけを飲むと変身する。目元は眉毛が無くなって髪型も刈り上げになり、制服の背中には特攻服風のプリントが生じる。うんこ座りで突っ張る。第7巻以降は、髪型がリーゼントになっており、破飛満泥砲暗（ハッピー・マンデー・ホーアン）なる暴走族を率いていた。鈴華とのチキンラン中、凶暴化した際にバイクを降りたため負けることとなるが、それ以来長らく不良風生が現れることはなかった。
女風生
葵の血だけを飲むと変身する。少女の人格で、髪型や服装まで女物に変わる。
二次変身
凶暴風生が大量の鼻血を出した際、刺激が強すぎると稀な確率で変身する。変身パターンはランダム。
秀才風生
二次変身の一つ。前髪が真ん中で分けられ、眼鏡をかけている。名前通り賢く、人を見下したような態度をとる。常に分厚い本を持っている。
商人（あきんど）風生
二次変身の一つ。商売の才能に長けており、秀才風生ほどではないがそれなりの学力を持つ。頭頂部に先端がカールしたアホ毛が生えており、制服のネクタイも柄物になる。秀才風生同様眼鏡をかけているが、秀才風生とは異なりグルグル眼鏡であり、口調も関西弁である。
ギャンブラー風生
二次変身の一つ。ギャンブルの名手で、一人称は「我が輩」。前髪が分かれてカールした口髭が生じ、両眉もカールする。女性に色目を使っており、イカサマも見抜ける。トランプ投げも得意。
キューピッド風生
二次変身の一つ。天真爛漫な性格で、言葉は話さない。腰巻一枚で背中に翼を生やし、頭上に一対の翼状の突起が付いた輪が浮かんでいるブロンドの髪色をした天使のスタイル。矢の先端がハート状の吸盤になった弓矢を持ち、その矢で射られた者は平和主義者になる。
花咲かじいさん風生
二次変身の一つ。白髪と白髭を生やした老人の人格で、服装も昔の日本の平民風になる。温厚な性格で、持っている灰を巻くことで植物を開花させられる。

西都千早（さいと ちはや）
プロレス研の女性部員。ショートヘアで、一人称は「俺」。大雑把かつボーイッシュな性格で、頭に赤いハチマキを巻いている。風生・葵とは幼馴染で幼稚園・小・中・高校でのクラスメイトでもある。葵とはよく喧嘩をしているが戦闘能力は高く、風生の危機などには息の合った連携を見せる。幼少期は近所の釣り大会を総なめにしてきた釣り名人。また、殺人級の大声を出すことができ、近所のカラオケ店を出入り禁止になっている。一応異性には興味があるが、麗一のような優男は好みではない。猫と歯医者、社会科が苦手。実家は八百屋を営んでいる。
一ッ葉葵（ひとつば あおい）
プロレス研の女性部員。ロングヘア。千早より女性的な性格で、ブランド物とイケメンに目が無い。しかし、戦闘能力は千早同様高い。猫好きだが、幽霊の類と歯医者が苦手。
緑ヶ丘有紀（みどりがおか ゆき）
プロレス研マネージャー。メガネっ娘で、風生たちより学年は1つ下。気弱だが、プロレス研の知恵袋的存在でもある。葵同様幽霊と歯医者が苦手。ショタコンの気がある。貧乳がコンプレックス。夢は作家になること。
マリア
死後の世界を参照。プロレス研の先代部長。

### 高千穂財閥
高千穂の伝説の時代から続く世界的大財閥。その中心に君臨する高千穂家は「欲しいものは力ずくでも手に入れるべし」を家訓としている。
高千穂崇美（たかちほ たかみ）
高千穂財閥令嬢で、風生たちの通う県立西階高等学校に転校してわずか三日で生徒会長の座に上り詰めた。父親は文部大臣。風生のかわいさに惚れ、風生のそばに居たいがために騒動を起こすことが多い。かなりわがままかつ高飛車な性格で、プロレス研とも風生を巡って何度か対立していたが中盤以降は比較的温厚になり、成り行きでプロレス研の面々に同行したり協力することも多くなった。成績優秀でスポーツも万能だが、料理は苦手。
崇美の母
崇美の母親で、「のーっほほほほ」と笑う。幼少期に彼女によって厳しくしつけられたこともあって崇美が最も恐れている存在で、美少年に目がない。高千穂家のしきたり通り乗馬レースで優勝した者を崇美の婿にしようとする。一般人の風生を毛嫌いしている。
高千穂 神楽（たかちほ かぐら）
崇美の父親。高千穂家現党首にして文部科学省大臣であり、厳格な性格。空手・合気道・柔道それぞれ十段と自称・喧嘩千段の腕前を誇る屈強な男性。
高千穂家執事
高千穂家に70余年仕えている執事で、長い眉毛と髭、鷲鼻が特徴。崇美からは「じいや」と呼ばれており、度々彼女のわがままに振り回される。
獣鷹兄弟（じゅうたかきょうだい）
崇美に影のように付き従う側近2人組。それぞれ額に「獣」の文字をペイントをした獣三（じゅうぞう）と同じく額に「鷹」の文字をペイントしており、獣三より粗暴な鷹士（たかし）によって構成される。なお、鷹士は女子プロレスに対して批判的である。プロレス研の存続をかけた試合で千早&葵のタッグと対決し、あと一歩のところまで追い詰めるが、千早と葵の機転で2人の血を飲んで凶暴風生となった風生に倒される。その後長らく出番がなかったが、最終9巻の冒頭イラストで久しぶりに登場した。
高千穂邸科学者
高千穂財閥の科学者で、美咲の祖父。
高千穂 大崩（たかちほの おおくえ）
高千穂家の初代当主で、平安時代中期の人物。枕草子の本当の著者で、フランシスコ・ザビエルの来日から遡ること500年前に独自に英語を勉強していた彼が翻訳した英国の本・「セイ・ショー・ノックオン（副題:「メイクラン・ノット・ソー・シー」）」が改竄され、清少納言の枕草子と変化していった。

### 科学部
都井美咲（とい みさき）
科学部部長。資金面の援助などから、高千穂崇美の部下となっている。風生の変身能力に興味を抱いている。高校三年生らしからぬ幼児体型をコンプレックスとしており、自身の発明品で解決しようとしたことがある。祖父は高千穂邸所属の科学者。崇美にとっての自身の役割が麗一に取って代わられることを恐れており、初対面で麗一の作った風生のクローンに空気中に散布した千早と葵の血を飲ませて凶暴化させ、彼を貶めようとした。
しかし、結果的に麗一共々責任を取らされ、騒動の影響で学校が休学している間にプロレス研と崇美が海外旅行に行く準備をさせられたため、彼とは犬猿の仲。その後、麗一と共にその旅行費を払えずに高千穂家に借金を背負うこととなる。そのため後半は麗一と共に借金返済のために行動し、結果的にトラブルの発端となることが多くなった。後に高校を卒業する。

### 忍者研究会
凶暴風生の能力に惚れ込み、何度も風生を勧誘しようとしてくる。
霧島綴（きりしま つづり）
霧島3姉妹の長女。三年生で、左目に眼帯をしている。自分たち姉妹を忍者の末裔と信じ、日夜人知れず忍術の特訓に明け暮れている。3人共通の夢はショー・コスギに合うこと。後に美咲同様高校を卒業する。
空蝉の術
変わり身の術。これを使うと下着姿（サラシとフンドシ）になる。
影縫いの術
相手の影にクナイを刺し、身動きを取れなくする。

霧島綛（きりしま かすり）
霧島3姉妹の次女。
朧四ッ身分身の術
分身の術。通常の自分も含めて4体出すことができる。それぞれ実体があり、分身体を1体倒されると、その分身体が回復するまで3体しか出せない。

霧島稟（きりしま りん）
霧島3姉妹の三女。巻物をくわえて蛙召喚の術や狸召喚の術を繰り出す。風生を気に入っている。

### 日向家
風生の家族。家の近所にある寺・財政寺（ざいせいじ）を所有している。年収は550万円で、住宅ローンが30年分残っている。
日向風生
プロレスリング研究会を参照。
風生の母
風生の母親。風生に似た顔付きで細目が特徴。スーパーでパートを務めており、劇中では存在が語られたのみの夫（つまり風生の父）はサラリーマン。大らかな性格だが、彼女の頼みで買い物に行った風生が母猫をトラックに轢き殺された仔猫を見つけて拾い、その餌にするためにせっかく買った食材を無くしたと聞かされた際は激怒し、拳骨を食らわせている。
風生の祖父
風生の祖父。日向家の所有する寺・財政寺の住職にして退魔師。依頼があれば世界中どこへでも向かう。かつてイタズラを仕掛けた千早と葵にキツイお仕置きを食らわせたことから2人には恐れられているが、家族思いの優しい人物でもある。呪札を張り付けて相手の動きを止めたり、爆発を起こして攻撃する他、妖怪や怪物を清らかな心の持ち主に封印する術が使える。
ランスロー
風生の凶暴化体質を分析するため、高千穂財閥の科学者がモルモットとして千早と葵の血を注射した野良猫。当初は何の変化もなかったため放っておかれたが、高校の昼休みに風生の学校に紛れ込んだため、彼に拾われてこの名前を付けられる。その後、風生が転倒した際にその血を舐めたことで凶暴化。デパートで暴れ回った末に秀才風生の策によってマタタビを大量に食べさせられて鼻血を出し、元に戻る。その後は再び風生の前に姿を現し、日向家で飼われることになる。

### 県立西階高等学校（けんりつにししなこうとうがっこう）
風生たちの通う高校。
日向風生
西都千早
一ッ葉葵
緑ヶ丘有紀
マリア
プロレスリング研究会・死後の世界を参照。
高千穂崇美
獣三
鷹士
高千穂財閥を参照。
都井美咲
科学部を参照。
霧島綴
霧島綛
霧島稟
忍者研究会を参照。
日之影麗一
日之影ハイパー病院を参照。
アミナ・アブドラ
鬼頭
他作品からの登場人物を参照。
校長
県立西階高等学校の校長で、白髪と眼鏡が特徴の温厚な人物。妻と十歳を頭に3人の子供がおり、度々自らの保身を図る。マイマイクを常時所持している。崇見の策略によって、風生のテストの平均点が低いことを理由に追試で風生が平均80点を取らなければプロレス研を廃止することになった際、千早と葵が風生に血を飲ませて二次変身させ、秀才風生の頭脳で解決しようとしたのを見抜いた崇見の指示で、後述の教諭たちに臨時ボーナス支給を条件に風生を試験場に連れて来るよう指示した。
高見（たかみ）
県立西階高等学校の体育教諭。巨体を誇り、風生を試験場に連れて行こうとした際に千早と葵に一蹴される。その後は風生や他の教師たちと共に半壊した校舎の修理を手伝った。
柳田（やなぎた）
県立西階高等学校の化学教諭。ガスマスクを着用し、自作の毒ガスで風生たちを桜の用意した偽物の壁に追い立てた。
桜竹春（さくら たけはる）
県立西階高等学校の美術教諭。紙に本物と見まがう壁の模様を描けるほどの腕前を持つが、千早と葵には嫌われている。柳田・佐々木と組んで風生を試験場に連れて行こうとするが、佐々木の三角定規で紙に描いた壁が破れて工作がばれてしまい、千早と葵に倒される。
佐々木（ささき）
県立西階高等学校の数学教諭。眼鏡をかけており、大型の三角定規をブーメランや剣のように使用して風生を捕らえようとした。
佐藤（さとう）
県立西階高等学校の保険医。左手の薬指に指輪をしており、婚約者がいるか既婚者と思われる。包帯を飛ばして葵の足に絡ませ、風生を捕らえようとするが消火器の噴射を使った葵の抵抗に遭い失敗。
金井（かない）
県立西階高等学校の古典教諭。二十六年前は東大生であり、全共闘経験者。当初は校長の指示に無反応だったが、崇見に煽られて風生捕獲を決意。火炎瓶を投げてプロレス研を追い立てるも、千早と葵の血を飲んで凶暴風生となった風生によって合流した高見・柳田・佐々木共々返り討ちに遭う。
ナツミ
県立西階高等学校の放送部部員。プロレス研・忍研・科学部と崇美によって結成されたメジャーリーガー軍団との野球対決の際に実況を務めた。
ユミエ
県立西階高等学校の放送部部員。前述の野球対決の際にアナウンスを務めた。

### 幽霊・妖怪
廃村の幽霊
プロレス研が夏合宿のために忍研から紹介された忍者の里へ向かった際、間違えて立ち寄った心霊スポットとして有名な廃村・「鬼哭村（おになきむら）」に巣食う幽霊たち。骸骨を自在に操り、それらは破壊されても再生可能。また、人間に憑依することも可能だが、日光が弱点。風生以外のプロレス研メンバーと崇美を次々に捕らえて憑依するも、葵と千早の血を飲んで凶暴風生となった風生の攻撃で崇美以外は解放される。さらに崇美を中心に骸骨が多数合体して巨大な姿となるも、四つ身分身を駆使した凶暴風生の攻撃でボディが破損し、日光を浴びて消滅していった。
白妙（しろたえ）
高千穂家所有のスキー場のある雪山に住んでいる雪女。吹雪や氷柱、雪玉を操ったり、生物の血を吸って美しい成人女性の姿を保つことができ、特に若い女性の血を好む。B:98・W:51・H:96のナイスバディを誇るが、実は幼女の姿をしている。スキー場で彼女の起こした吹雪に遭った風生・千早・葵の血を吸い、崇美と有紀の血も吸おうとするが三人の血によって凶暴化し、崇美を追い詰める。しかし、崇美が自分の裸を見せたことで大量の鼻血を吹いて倒れ、元の姿に戻る。
飛び札（とびふだ）
人間に悪事ばかりを働く、白い霧のような姿をした妖怪。精気を吸い取る白紙の札を持っており、精気を吸い取るとその札に文字が浮かび上がる。有紀も妖怪図鑑で存在を知っていた。百年前に村の子供たちの精気を封じた札共々壺に封印され、神木のそばに埋められていたが、偶然神木が切り倒されたことで封印が解かれた。風生たちとパーティ会場にいた崇美に取り憑いて念力を駆使して暴れた末、札を張り付けられてパワーアップする。しかし、凶暴風生に札を全てはがされた挙句、崇美の着ていたドレスの胸元を破かれ、崇美に取り憑いたまま逃亡。その後、新聞に崇美のストリーキング記事が載っていたが、次の回以降は彼女の体から離れており、その後の消息は不明。
烏羽（カラスバ）
平安時代の鞍馬山に棲んでいた天狗で、牛若丸の師匠。外見は背中に黒い翼を生やした修験者の服装をした女性の姿で、強引かつ姉御肌な性格をしている。ヤツデの葉を模した扇を仰ぐことでカマイタチを纏った竜巻を発生させることが可能。偶然出会った牛若丸の服を着ていた風生を牛若丸と勘違いし、修行をつけさせようとする。修行に身が入らない風生を不思議がるも、そのさなかに偶然葵たちと弁慶との対決の様子を目撃。風生を強引に五条大橋に送り込み、弁慶を倒させて修行の不手際を許そうと考える。しかし、弁慶を倒した凶暴風生に近づいた際、見境なく暴れる彼に襲われ、自身の竜巻をも弾き返されて服が破れてしまう。その後、五条大橋に現れた本物の牛若丸に対して激怒し、彼を追い回した。
ファラ女王
四千年前の古代エジプトの女王。風生たちがクローン風生の一件で責任を取らされた美咲と麗一の用意した飛行機で海外旅行に出かけた際、飛行機が中古品だったためにエジプトの砂漠にあるピラミッド付近に不時着し、その頂上が崩れて風生が内部に転落した際、内部で発見されたミイラの正体。崇美がミイラの被っていたマスクを被ったためその体を乗っ取り、「不死の術（ふしのじゅつ）」を完成させた。不死の術が記された石板の力で復活させた遺跡内のミイラや強力な猛毒を持つコブラを使役したり、ミイラの包帯やピラミッド近辺のスフィンクス像をも操ることが可能。
遺跡の発見と不死の術で得られる名声に目がくらんだ美咲と麗一を配下にし、内部に侵入した風生たちを砂で生き埋めにしようとする。しかし、葵と千早がコブラに噛まれながらも風生に血を飲ませ、凶暴化させたことで形成逆転される。凶暴風生に術を打ち破られて仮面を破壊された挙句、解放された崇美の裸体を見て凶暴風生の噴いた鼻血が石板にかかり、それを美咲と麗一が拭こうとした際に石板も崩壊。術の効力が消えて魂はどこかへ消えていった。

### 日之影ハイパー病院（ひのかげハイパーホスピタル）
通称・「HHH」（読み同じ）。日本最大の大型病院。
日之影麗一（ひのかげ れいいち）
HHH院長三兄弟の末弟。専門分野は細菌で、クローン技術にも長ける。風生たちとは同い年。初登場時は「どんな病気も克服できる薬を作った者に院長の座を譲る」という父の遺言の条件を達成すべく、高千穂財閥の資金目当てで熱を出した風生にウイルスを注射して病院に留まらせ、風生の助命と引き換えに崇美と婚約しようとする。そして凶暴風生の血液から強化細菌・「01-X（レイイチ-エックス）」を製造して自身に使用し、凶暴風生をも圧倒するが秀才風生の妨害に遭い、さらに強化細菌が不完全だったため肉体が急激に老化し、脱出用に乗ったヘリコプターを爆破された上に落ちて来た崇美の下敷きとなり失敗。
その後は無事回復し、風生たちのクラスに転入。風生のクローンを99体作成するも、自身の立場が危うくなることを危惧した美咲の工作により騒動に発展する。
日之影賢一（ひのかげ けんいち）
HHH院長三兄弟の長男。外科の世界的権威。幕間にて自分と良一が海外出張中に前述の騒動を起こし、重傷を負った麗一を自身の新しい治療法の実験体にする形で治療した。
日之影良一（ひのかげ りょういち）
HHH院長三兄弟の次男。博士号を四つ持っている。こちらも幕間にて、麗一を自身の新薬の実験台にした。
佐土原椿子（さどわら つばきこ）
麗一直属の6人のナースの1人で、HHHの六階で働く外科ナース。崇美救出のために麗一の元に急ぐ風生たちと対決し、ゾンデを武器に挑むも凶暴風生に敗れる。しかし、凶暴風生の血液を採取し、麗一の元に届けた。その後は秘密保持のためにHHHビルのコンピューターのプログラムを改変した麗一によって病院ごと爆破されそうになるが、ヘリ離陸時の風圧で自分たちのスカートがめくれ、彼女たちのパンツを見て鼻血を出した凶暴風生が天才風生となり、逆に麗一の乗るヘリをコンピューターウイルスを使って爆破したため助かる。その後は幕間にて負傷した麗一が兄たちに実験台として治療されるのを他の5人と共に手伝い、自分たちへの裏切りに対する逆襲を行った。
日南蘭子（ひみなみ らんこ）
麗一直属の6人のナースの1人。小さいメガネをかけている。遺産相続のため風生を利用しようとする麗一の計画に金目当てで加担。風生を助けるためにHHHに突入した千早と葵に一蹴された。
海老野桃子（えびの ももこ）
麗一直属の6人のナースの1人で、HHHの二階で働く小児科ナース。見た目は幼いが、年齢は24歳。「～でち」が口癖で、口調がやや幼い。崇美救出と風生に注射されたウイルスのワクチン入手のために風生を連れて麗一の下へ急ぐ千早たちの前に立ちはだかる。子供に扮して注射器を武器に千早たちに不意打ちを仕掛けてかわされるが、はしか・おたふく風邪・水ぼうそうに感染した子供たちに彼女たちを触らせて感染させようとする。しかし、風生以外は子供の頃に全員それらの病気にかかっていたため失敗。千早と葵に倒された。
串間百合子（くしま ゆりこ）
麗一直属の6人のナースの1人で、HHHの三階で働く内科ナース。後述の桜子の姉。レズビアンらしく少女を好み、聴診器で少女の鼓動を聞くのが趣味。自身の操る内視鏡で千早たちを捕らえるも、鼓動を聞かれそうになった千早が大声を出し、その威力に耐えかねて失神。
串間桜子（くしま さくらこ）
麗一直属の6人のナースの1人で、HHHの五階で働く歯科ナース。百合子の妹で、美少年を好む。五階に上がってきた千早たちをもてなすように見せかけ、拘束器具付きの治療椅子に縛り付けた。歯科治療用器具で千早・葵の歯を強引に治療（?）し、風生も同様に治療しようとするが、千早と葵の血が口に入って凶暴風生となった風生に敗れる。
小林菊子（こばやし きくこ）
麗一直属の6人のナースの1人で、HHHの四階で働く美容整形外科ナース。プロレスが趣味で、格闘能力は高い。また、貧乳である。整形技術を生かした変装術で葵を翻弄するが、メスで服の胸部分を切り裂かれた際に胸に仕込んだパッドを見られて変装がばれた上、葵のバックドロップで倒された。
クローン風生
麗一が崇美への手土産として、風生の協力を得て作り上げた99体のクローンたち。崇美を気に入るように仕込まれているが、麗一に取って代わられることを危惧した美咲の「血液噴霧器（ブラッド・スプレー）」を用いた工作で、本物共々葵と千早の血を吸わされて凶暴化。そればかりか、一部は突然変異で凶暴風生以外の人格（作中では鎖鎌を使う忍者・食べることが好きで打撃を無効化する肥満体・大声とメタルギターで千早の大声をも打ち破るパンクロッカーなどの13種類が確認できる）に変身する亜種となっていた。弱点は水で、葵たちを追いかけた末に彼女たちと共に学校のプールに転落し、溶けていった。

### 死後の世界
ミーミッツ
天国に住んでいる天使の少女で、両目が前髪で隠れている。崇美が幽体離脱することでいつでも風生の近くにいられるようにと美咲に作らせた幽体離脱ライトを風生が偶然使い、死亡した際に出会った。地上の様子を丸いビジョンに映し出すことが可能。かつては翼を持っており、天国と地獄が繋がっていた頃、近づいてはならないとされた天国の端に咲いている花を取ろうとして地獄側に落ちたところを閻麿に助けられる。その後は人目を忍んで閻麿と会うようになったが、それに気付いた閻魔大王によって二人とも処刑されそうになる。しかし、「自分に責任がある」と閻麿を庇い、その罰として自身は神によって翼を取られ、天国と地獄は途切れることとなる。
その後、風生たちと共に地獄へ向かうも、閻魔大王によって針山に落とされそうになる。しかし、キューピッド風生の矢を受けて翼が戻り、閻麿を救出する。その後は神からその座を譲られ、ベールを被った姿になる。そして閻麿と共に風生たちを現世に帰した（その際、初めて魂を現世に送り返したこともあって慣れておらず、崇美だけが肉体に戻れず火葬され、麗一がクローンの肉体を作るまでの間幽霊として風生に纏わりついていた）。
神（かみ）
天国を統べる偉大な神。頭上に浮かぶ輪と巨躯、スキンヘッドと額の「HEAVEN」の文字が特徴。厳格な人物であり、ミーミッツの件以降天国の周囲に壁を作って天国の住人たちを地獄に侵入不可能にした。強烈な落雷や突風を操る能力を持つ。風生とミーミッツ、そして風生を追って天国に来た千早たちをミーミッツの「閻麿に会いたい」との言葉を聞き入れて地獄に放り投げる。しかし、キューピッド風生の加勢により鬼族と和解できたため、ミーミッツに自らの座を譲る。
閻麿（えんまろ）
地獄に住む鬼族の少年で、閻魔大王の息子。大半が荒々しい鬼族とは思えないほどに泣き虫かつ心優しい。しかし、父同様竜巻地獄を使用可能。天国と地獄が分断された後、新たな閻魔大王となった。その後、風生を追って幽体離脱ライトを使った結果地獄に来た崇美を裁こうとするも、その死因を見てミーミッツを思い出し涙をこぼす。事情を知った崇美に叱咤され、ミーミッツを奪い取るために天国に戦争を仕掛ける。しかし、それを知った父に処刑されそうになるも、翼を取り戻したミーミッツに助けられる。その後は神によって立派な帽子を被った姿になり、風生たちを現世に返す。
閻魔大王（えんまだいおう）
地獄の先代の王。ミーミッツを目当てに天国と戦争をした閻麿に失望し、風生たち共々処刑しようとする。しかし、ミーミッツを助けに来た神や天使軍団との対決に突入し、最終的に他の鬼族共々キューピッド風生の矢を受けて平和主義者となる。その後は正式に閻麿に自らの座を譲った。
竜巻地獄（たつまきじごく）
強力な竜巻を発生させる。
七福神（しちふくじん）
天国の住人たち。天国の扉を破って地獄に向かおうとした千早に後述の神々共々のされ、武器を奪われる。
野球の神（やきゅうのかみ）
天国の住人たち。劇画風の顔付きをしている若者と団子鼻の中年の二人組。
映画の神（えいがのかみ）
天国の住人。サングラスをかけた黒澤明のような外見をしている。
漫画の神（まんがのかみ）
天国の住人。巨大なペンを持った手塚治虫風の外見をしている。千早にペンを奪われる。
マリア
かつて風生たちが入学するまでの間、たった一人でプロレス研を開いていたプロレス研の先代部長。大柄で巨乳。普段は温和だが、マスクを被ると正義のレスラー・「ジャスティスマリア」を名乗り、性格もパワフルな体育会系になる。料理にプロテインを入れる描写があり、料理はさほど上手とは言い難い。実は幼少期はやせていて病弱であり、偶然テレビで見たプロレスラーたちの逃げない姿勢に憧れ、体を鍛えてプロレスラーへの道を志すようになった。
卒業式の日にプロデビューを果たし、風生の作ったプレゼントのお守りを持って会場に向かうも、彼女の話をしていた風生たちの会話を盗み聞いて激昂し、タイムマシンで過去に向かっていた崇美扮する「エレガント仮面（エレガントかめん）」と対決するも物ともせず勝利。入学式の日から崇美が自身の様子を見に来ていたことを見抜いており、お守りを彼女に渡した。その直後、トラックに轢かれそうになった猫を突き飛ばして助けるも、自身はトラックに轢かれこの世を去る。その後、お守りは崇美によって彼女の墓に供えられた。なお、幕間にて死後の世界でプロレスラーたちとプロレスに興じている姿を見せている。

#### 六大将軍（ろくだいしょうぐん）
地獄に君臨する六人の部隊長たち。なお、燋熱鬼・叫喚鬼・衆合鬼以外の三名（口元をフードで覆い、冷気を操る「氷地獄（こおりじごく）」の使い手・蛮刀を持った骸骨姿の鬼・入った相手を骨まで溶かす「血の池地獄（ちのいけじごく）」を出現させ、風生・崇美・閻麿をそこに落とした鼻の高い鬼）の名称は不明。
燋熱鬼（しょうねつき）
六大将軍の一人。四本角と肥満体が特徴。自身の火焔地獄で天使たちを丸焼きにせんと息巻く。風生たちが叫喚鬼らによって処刑されそうになり、奇策によって風生を凶暴化させた際に凶暴風生と戦う衆合鬼を他の六大将軍の内三名と共に援護するが、逆に衆合鬼を盾として使われた挙句、投げつけられて敗れる。
火焔地獄（かえんじごく）
口から火焔を吐く。

衆合鬼（しゅうごうき）
六大将軍の一人。怪力を誇る巨漢の鬼。凶暴風生を押すほどの怪力を見せるが、他の六大将軍の攻撃の盾として使われた挙句投げ飛ばされ、さらに針山に激突して破壊。落ちてきた葵らの下敷きとなる。外見は『キン肉マン』のバッファローマンに酷似している。
叫喚鬼（きょうかんき）
六大将軍の紅一点。女性の鬼兵たちを率いており、男性の鬼たちとは反りが合わない。葵・千早・有紀・ミーミッツを針山地獄の上に釣るし、自身の針を口に含んだ凶暴風生がそれを吐き出し攻撃するも、その際に部下たち共々服が破れる。動揺する凶暴風生を見て好機と見た彼女たちは凶暴風生を押さえつけ、彼に鼻血を吹かせる。しかし、二次変身で出現したキューピッド風生の矢を受けて最初に改心し、一転して男性の鬼にもフレンドリーな態度を取るようになる。
針山地獄（はりやまじごく）
地面から巨大な針の山を発生させる他、針を対象に向けて発射することも可能。
針地獄奥義 雀苦萬（はりじごくおうぎ じゃんくまん）
かの英国の仮面超人も味わったといわれる技。無数の針の付いた巨大な石の壁を相手の左右から出現させ、挟み込む。この技は鋼鉄の鎧をもひしゃげさせる威力がある。

### 芸能界関係
香香（シャンシャン）
TVアイドルの中国人少女。人気TV番組「鬼ウマラーメン店を探せ!（おにうまらーめんてんをさがせ!）」のMC兼リポーターを務める。風生御用達のラーメン店・「絹道ラーメン（きぬみちラーメン）」にて偶然風生・千早・葵の血が入ったラーメンを食べた客が健康になったのが原因で注目され、崇美によって「風生軒（ふおうけん）」に改装された際、TVでその紹介を行った。その際、向かいの店の店員に因縁をつけられた上、崇美に風生・千早・葵の血が入ったスープを飲まされて凶暴化した風生の大暴れで乱闘騒ぎになる。その果てに自身は人質に取られるも、コショウを吸った凶暴風生のくしゃみでスカートがめくれ、パンツを凶暴風生と視聴者に見られてしまい、それが原因で大人気となる。
後に青島の結成したアイドルユニット・「ラーメン娘。（ラーメンむすめ）」（略して「ラー娘。（らーむす）」）のメンバーとなるが、自身のためのユニットデビューにもかかわらず風生ばかり人気が出ていることに不満を覚え、青島に自分と風生の熱愛スキャンダルを偽装させることで自身と風生のデュオ・「香×風（シャンプー）」を結成させる。しかし、崇美の工作で全世界中継のイベント中に風生・千早・葵の血が入ったラーメンを食べた風生と観客たちが凶暴化し、騒動の末にまたしても自身のパンツを晒す羽目になってしまい、世界中から批判を受けて「ラー娘。」は解散。その後は一時青島をマネージャーに流しの歌手として貧乏生活を送る羽目となった。
青島 千兵衛（あおしま せんべえ）
TV局・講談テレビ（こうだんテレビ）のプロデューサーを務めるサングラスをかけた男性で、かなりの視聴率主義者。絹道ラーメンにて店主に店番を頼まれた風生たちの血が入ったラーメンを食べた客が健康になるのを目撃し、彼らにテレビ出演の話を持ち掛ける。風生軒での乱闘の際、戻って来た店長が吸っていた煙草の火がガスコンロから漏れたガスに引火し、爆発に巻き込まれて風生たち共々HHHに入院するが、その際に凶暴風生の大暴れを見たこともあって、懲りずに風生に格闘技番組への出演を提案していた。
後に「もっと風生たちをTVで見たい」と言う視聴者の要望に応えるべく香香と風生・千早・葵・崇美・美咲を組ませて「ラー娘。」を結成する。しかし、崇美が「香×風」のイベントで行った工作で凶暴化した風生と観客たちによる騒動を熱狂しながら見守るも、凶暴風生の暴走の巻き添えを喰らう。その後は講談テレビを解雇されて貧乏になったらしく、一時は流しの歌手となった香香のマネージャーとなっていた。

### スポーツ界関係
ツーボウ
プロレス界の陰の支配者と呼ばれる大物プロレスラー。ビ○ロやアポカ○プス、U・ウオ○アーなど複数の大物レスラーたちと共に崇美に呼ばれ、彼女が風生を拉致した折に風生を喜ばせるために呼び寄せた。しかし、風生は「葵たちと一緒じゃなければ楽しくない」と主張。素手で熊をも殴り殺すといわれるほどの猛者だが、高千穂邸に風生救出に向かった葵と千早の血を飲んで凶暴化した風生に一蹴される。
シェブリー
崇美が風生の結成した野球チームに入れて貰えなかった仕返しとして、「優勝チームにはどんな望みも叶える」との触れ込みでチーム対抗野球大会を開き、その際に崇美が集めた野球選手チームの一員。元メジャーリーガーにしてパンクラズの背番号13番の四番ピッチャーで、相手チームを病院送りにしたことで本編開始の前年にメジャーリーグを永久追放されており、「壊し屋」の異名をとる。
その強さから野球大会に集まったのは彼らを除けば風生チームだけとなったが、それぞれの個性を生かしてシェブリーたち相手に健闘。自身も釘バットで風生の分身魔球を撃ち返すも、美咲のマジックハンドにボールを捕らえられアウトとなる。激昂した彼らは走塁中に千早と葵をわざと負傷させ、さらにホームランを狙うも、途中で彼の打ったボールを追って重なり合うようにして倒れた千早と葵の血を飲んだ風生が凶暴風生となり、走塁でホームベースを踏む直前に凶暴風生の剛速球を頭に受けて倒れ、試合もボールを拾った有紀のタッチアウトで風生チームの勝利となる。モデルはバーチャファイターのジェフリー・マクワイルド。
トルビク
崇美の結成した野球チームの一員。チームの三番打者で、シェブリーに次ぐ打率を誇る強打者。巨大なトゲ付き金棒風のバットで風生の投球を撃ち返し、強烈な走塁ついでに千早にタックルを浴びせ負傷させる。しかし、ホームベースを踏む直前に凶暴風生の投球を頭に受けたシェブリーの頭が後頭部を強打したため倒れる。モデルはヴァンパイアシリーズのビクトル。

### その他
高鍋代梓乃（たかなべ よしの）
プロレス研を廃部にして葵たちから風生を引き離そうと画策した崇美の策略により、文部省から派遣された女性。崇美は梓乃と共に統一全国模試にて風生の成績が低かったことが原因で西階高校の順位が県内6位だったことを理由に廃部を訴えるも、「教育現場に身を置くものとして、本人の可能性を無視しない」とした彼女はプロレス研の廃部を免除する条件として「風生が6教科の追試で平均80点を取る」必要があることを告げる。その後、崇美の策略で教師たちの追撃から逃れた凶暴風生が自分の胸に顔を埋めて鼻血を出し、商人風生となったことで追試は何とかクリアできた。
シーガ=イヤー
世界的に有名な全米No.1アーティスト。渋谷のパチ公やマッキーマウスなどの彫刻や絵画（主に前衛芸術）を作った人物で、有紀も知っていた。神経質ながら赤色の絵の具に血液、それも乙女の血を使うことを好む少々危険な人物。崇美の依頼で彼女の肖像画（多少誇張が入っている）をいくつか描いている。
美術の時間に絵がうまく描けず、追試を喰らった風生のために彼をイヤーの来日展会場へ連れていく風を装い、イヤーに風生の絵を描かせて世界公認の中になろうと画策した崇美の依頼を受けた際に風生を気に入り、絵のモデルにするべく箆で風生の服を引き裂いた上で速乾性の凝固剤をかけて身動きを取れなくしてしまう。救出に入った葵たちも床に敷かれた凝固剤付きの板で動きを止められるが、千早と葵を傷付けて流れた血を風生の頬に塗った際に二人の血を飲んで凶暴風生となった風生に凝固剤をはがされた挙句、会場をメチャクチャにされる。しかし、風生の暴れっぷりに感銘を受け、凶暴風生をモデルにした抽象画を描くようになった。
牛若丸（源義経）（うしわかまる（みなもとの よしつね））
言わずと知れた牛若丸本人。打倒平家を目指して烏羽に弟子入りし、笛と武術の名手となった。一人称は「麿（まろ）」で、風生そっくりの外見をしている。プロレス研メンバーと恐竜が登場する映画を見た風生の「恐竜のいる時代に行ってみたい」という言葉を聞いた崇美が美咲に設計させ、高千穂財閥の技術者たちに作らせた時空転移装置（タイムマシン）・「ひとっと便（ひとっとびん）」で白亜紀に向かった際の騒動で平安時代に飛ばされてしまった風生が手に入れた服の持ち主。風生たちが弁慶と起こした騒動の末、服を破かれて激怒した烏羽と彼に負かされたと誤解して家来になろうと嘆願する弁慶に訳も分からないまま追いかけ回された。
武蔵坊弁慶（むさしぼうべんけい）
平安時代に生きていた武蔵坊弁慶その人。一人称は「ワシ」および「拙僧」。五条大橋で百本の刀を含めた珍品を「五条大橋は強い者が真ん中を渡る」という持論の下、通行人から強奪していた。風生を独り占めして白亜紀に留まろうとするも、偶然平安時代に飛ばされた崇美と鉢合わせし、風生救出に向かった葵たちを襲うも、烏羽によって強引に五条大橋に飛ばされた風生に追突される。さらに葵と千早の血を飲んで凶暴化した風生に翻弄され、敗北。意識が戻った後は本物の牛若丸に自分を家来にするよう嘆願していた。
町長
1860年代の西部開拓時代の街の町長で、訛った口調で喋るひげ面の男性。ヘルベチカの父親でもある。水を狙って現れる強盗団から近辺で唯一少しずつではあるが水の湧く自分たちの街を守ってもらうべく、ミンチャオ一行を用心棒として食料で雇っていた。後に凶暴風生がはね返したW牛弾が地面に命中し、水脈に当たったことで水が噴き出したため水不足は解決する。
ヘルベチカ
西部開拓時代の町長の娘で、訛った口調で喋る。崇美に瓜二つの外見だが性格は正反対で、けなげな性格をしている。風生たちが強盗団と一悶着起こした末にタイムマシンの転送時間が迫ったため、崇美と間違えられて現代に連れてこられた。
鈴華（すずか）
風生たちの住む町を仕切っている暴走族・哀影遺影（アイエイ・イエイ）の総長。小柄な男が好みで、不良風生に惚れていた。建設中の跳ね橋まで行われた風生とのチキンラン勝負に勝ったが、跳ね橋から落ちそうになった際、鉄骨に引っかかったサラシがめくれて胸がはだけた。

### 他作品からの登場人物

#### 『Let′sKick! ～南の国から来た天使（ストライカー）～』からの登場人物
アミナ・アブドラ
県立西階高等学校女子サッカー部の女子部員。バレンタインに崇美が風生に百万円かけて作った手作りチョコレートを渡そうとした騒動の際、風生にチョコを渡せば百万円が手に入ると誤解した生徒たちの1人。

#### 『ダブルフォールト!』からの登場人物
鬼頭（きとう）
県立西階高等学校テニス部部長。アミナ（前述）たち同様、彼女もバレンタインに風生にチョコを渡せば百万円が手に入ると誤解した。

#### 『えとせとら』からの登場人物
『えとせとら』は、開拓時代を舞台とした西部劇であるが、美咲のタイムマシンの影響で、風生たちが、この時代に落ちてしまう。
ミンチャオ
『えとせとら』の主人公で、十二支の成分で力を発揮する干支銃（エトガン）の使い手。本作では旅の途中で仲間たちと共にとある街で用心棒として雇われているところ、偶然タイムスリップしてきた風生たちと出会う。葵たちの制服をフィノ・ベンケイトと共に着用したが、強盗団との対決のさなかに凶暴風生の暴走に巻き込まれ、他の『えとせとら』女性陣二人と共に制服が濡れて透けてしまう。
バスカービル（レイジー）
ミンチャオの仲間である牧師。制服姿のミンチャオたちをオルタネート・ヤギ共々いたく気に入っていた。手違いで強盗団に攫われるも、逆に彼らを手懐けた崇美（ヘルベチカと勘違いされた）によって葵たち共々捕らえられる。だが、彼女たちの説得でナイフを使って葵と千早に傷を付け、その傷から流れた血で風生を凶暴化させることに成功する。その後、ミンチャオたちの制服が濡れて透けた際には凶暴風生や他の『えとせとら』男性陣二人共々鼻血を噴いていた。葵に興味を持たれていた。
ベンケイト
ミンチャオの仲間の奇銃収集家。葵たちの制服を着用した際に服が濡れて透けるものの、ミンチャオ・フィノは恥ずかしがっていたのに対して彼女は特に気にしている様子はなかった。
オルタネート
ミンチャオの仲間。本作ではバスカービルやヤギ共々凶暴風生に振り回された挙句、ミンチャオたちの服が透けたのを見て鼻血を噴く程度しか見せ場はなかった。
フィノ
ミンチャオの仲間で、ヤギの姉。十二宮の成分で弾を放つ星座銃（ゾディアック）の使い手。凶暴風生をミンチャオのエトガンと自身のゾディアックの連係攻撃で沈静化しようとするが、通用しなかった。
ヤギ
ミンチャオの仲間で、フィノの弟。有紀に興味を持たれていた。

## 単行本情報
1. ISBN 4-06-333502-X 1995年12月14日
2. ISBN 4-06-333519-4 1996年5月16日
3. ISBN 4-06-333737-5 2000年9月14日
4. ISBN 4-06-333784-7 2001年8月10日
5. ISBN 4-06-333813-4 2002年3月15日
6. ISBN 4-06-333855-X 2002年12月17日
7. ISBN 4-06-333911-4 2003年11月17日
8. ISBN 4-06-370958-2 2004年10月15日
9. ISBN 4-06-370982-5 2005年4月15日